# Ryan Nyquist
Ryan Nyquist (* 6. März 1979 in Los Gatos, Kalifornien) ist ein US-amerikanischer BMX-Fahrer, der bei den X Games mehrfach die Goldmedaille im Dirt Jump gewann.
Nyquist begann seine professionelle Karriere im Jahr 1995 und nahm 1996 erstmals an den X Games teil, bei denen er bis 2015 insgesamt vier Gold-, sieben Silber und fünf Bronzemedaillen gewinnen konnte sowie zahlreiche weitere vordere Plätze belegen konnte.